# Luovosvárjohsuolu
Luovosvárjohsuolu är en ö i Finland. Den ligger i Tana älv och i kommunen Utsjoki i den ekonomiska regionen Norra Lappland och landskapet Lappland, i den norra delen av landet, 1 100 km norr om huvudstaden Helsingfors. Öns area är 2 hektar och dess största längd är 240 meter i nord-sydlig riktning.